# Thomas Barbour
Thomas Barbour (19 de agosto de 1884-8 de enero de 1946) fue un naturalista, herpetólogo y ornitólogo estadounidense.
Desde 1927 hasta 1946, fue el director del Museo de Anatomía Comparada fundado en 1859 por Louis Agassiz en la Universidad de Harvard en Cambridge, Massachusetts.

## Vida y carrera
Fue el mayor de cuatro hermanos, nació en 1884, hijo del Coronel William Barbour, y de Julia Adelaide Sprague. Su padre fue fundador y presidente de The Linen Thread Company, Inc., una exitosa empresa de fabricación de hilos con negocios en los Estados Unidos, Irlanda, y Escocia. Aunque nació en Martha's Vineyard, Massachusetts, donde la familia estaba pasando el verano, Barbour creció en Monmouth, Nueva Jersey, donde uno de sus hermanos más jóvenes, William Warren Barbour, entró en la arena política, convirtiéndose dos veces en Senador de Estados Unidos por Nueva Jersey, de 1931 a 1937 y de 1938 a 1943.
A los quince años, Thomas Barbour fue llevado a hacer una visita a la Universidad de Harvard, que comenzó por el Museo de Zoología Comparativa, al que luego asistiría. En Harvard, estudió bajo la guía de Alexander Agassiz, hijo de Louis Agassiz. Habiendo recibido sus títulos de Licenciado, de máster y de Doctor de esa universidad, Barbour se unió a la facultad en 1911 cuando su tesina doctoral fue publicada, y tomó posición del cargo de curador de reptiles y anfibios en el Museo de Zoología Comparativa. Eventualmente se convirtió en el Profesor "Alexander Agassiz" de Zoología y, en 1927, en director del museo. Aunque interesado primeramente en reptiles y anfibios, también estudió aves e insectos, particularmente mariposas. Sus intereses biológicos, sin embargo, estaban notoriamente diversificados, tanto que fue considerado uno de los últimos supervivientes de su especie: un naturalista.
Sus viajes científicos lo llevaron a través de África, Asia, América del Norte, Sudamérica, y América Central, entre otras regiones.
Particularmente disfrutó Panamá, Costa Rica, y Cuba, la que visitó por largas temporadas en al menos en treinta ocasiones desde 1908, generalmente quedándose en el Jardín de Harvard en Soledad en la parte sur de Cuba( Cienfuegos).
En su libro, Naturalist in Cuba, Barbour escribe: "Sospecho que soy el único naturalista estadounidense que ha visitado todas las partes de la Isla una y otra vez, por lo que no sólo soy un cubano por adopción, sino un devoto amigo de su tierra y de su pueblo".
Adicionalmente a las esperables discusiones científicas de la flora y la fauna de la isla, Barbour provee una descripción de la sociedad y la cultura cubanas.
En 1923 y 1924, fue uno de los científicos y benefactores financieros que fundó el Laboratorio de la Isla Barro Colorado en Panamá, locación del Smithsonian Tropical Research Institute. La isla, originalmente la cima de una montaña está ubicada en el medio del lago Gatún que fue creado cuando el río Chagres fue represado durante el proyecto de construcción del Canal de Panamá.
Además de mucho más que 400 artículos académicos Barbour escribió varios libros, incluidos los autobiográficos Naturalist at Large (1945) (=Naturalista en todo el sentido), Naturalist in Cuba (1945) (=Naturalista en Cuba), y That Vanishing Eden (1944) (=Ese Edén que desaparece) el cual explora el mundo natural de una remota y subdesarrollada Florida.
En 1906, Barbour se casó con Rosamund Pierce de Brookline, MA. Una luna de miel de dos años los llevó a través de los remotos parajes de las Indias Orientales Neerlandesas, India, Birmania, Java, China, y Nueva Guinea con la esposa de Barbour ayudándolo a fotografiar animales y a colectar especímenes. De su unión resultaron seis hijos y once nietos. La casa familiar estuvo en Clarendon Street de Back Bay, Boston, y pasaban los veranos en Beverly Farms, Massachusetts. Después de una breve enfermedad, Thomas Barbour, que había sufrido por largo tiempo afecciones del corazón, murió en 1946.

## Honores

### Eponimia
- Barbourula Taylor & Noble, 1924
- Barbourisia rufa Parr, 1945
- Ambystoma barbouri
- Platypelis barbouri
- Eunectes barbouri
- Cerrophidion barbouri

## Abreviatura (zoología)
La abreviatura Barbour  se emplea para indicar a Thomas Barbour como autoridad en la descripción y taxonomía en zoología.

## Literatura
- Kraig Adler. 1989. Contributions to the History of Herpetology, Society for the study of amphibians and reptiles : 202 pp. ISBN 0-916984-19-2
- Henry Bryant Bigelow. Thomas Barbour (1884–1946). A Biographical Memoir. National Academy of Sciences, Washington D. C. 1952 ( — PDF)